# Triberg im Schwarzwald
Triberg im Schwarzwald − miasto w Niemczech, w kraju związkowym Badenia-Wirtembergia, w rejencji Fryburg, w regionie Schwarzwald-Baar-Heuberg, w powiecie Schwarzwald-Baar, siedziba związku gmin Raumschaft Triberg. Triberg jest znaną miejscowością turystyczną w Schwarzwaldzie, nazywaną bramą do Parku Natury Południowy Schwarzwald. Do jego głównych atrakcji turystycznych należą najwyższy wodospad w Niemczech i muzeum zegarów z kukułką z największym zegarem tego typu na świecie.

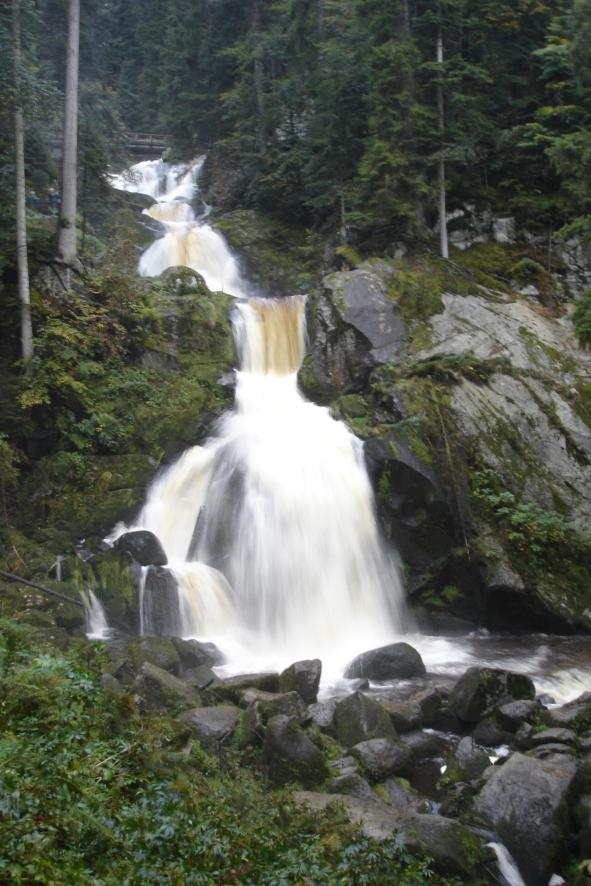
Wodospad w Triberg

W mieście znajduje się stacja kolejowa Triberg.

## Współpraca
- – Fréjus, Francja